# Daniel Dezeuze
Daniel Dezeuze est un artiste plasticien français, né le 1er février 1942 à Alès. Il vit actuellement à Sète.

## Vie et œuvre
Après une jeunesse montpelliéraine, Daniel Dezeuze fait des études d’espagnol tout en fréquentant comme élève libre l’École des beaux-arts de Montpellier. Son père, l'artiste peintre Georges Dezeuze (1905-2004), lui enseigne les bases du métier. À 20 ans, il assure la direction d’une Alliance française en Espagne dans les Asturies en 1962-1963.
En 1964-65, il obtient une bourse d'études du Mexique pour l’université de Mexico (département d’architecture et d’urbanisme) et visite ensuite la côte Est des États-Unis. Il découvre alors la peinture américaine dans sa réalité même et non au travers de reproductions.
Il effectue son service militaire comme coopérant à Toronto (Canada). De retour en France, il s'installe à Paris en 1967. En 1970, il soutient une thèse en littérature comparée, consacrée au poète Vicente Huidobro.

### Les années Supports/Surfaces
Sa fameuse œuvre de 1967 intitulée Châssis avec feuille de plastique tendue permet de mieux comprendre les préoccupations du groupe Supports/Surfaces. Membre fondateur du groupe en 1969, Dezeuze participe, de 1970 à 1972, à de nombreuses expositions collectives dont celle au Musée d’art moderne de la Ville de Paris en 1970.

### Après Supports/Surfaces
De 1977 à 2002, Dezeuze enseigne à l’École des beaux-arts de Montpellier.
En 1987, il séjourne pour la première fois en République populaire de Chine et y expose.
En 1998 a lieu une importante rétrospective de son œuvre au Carré d'art à Nîmes.

### Quelques œuvres
- Sans titre, 1975, bois teinté, 530 x 108, musée d'Arts de Nantes ;
- Sans titre, 1977, bois de placage teinté et agrafé, 770 × 82,5 cm, musée d'art de Toulon ;
- Sans titre, 1977, singalette et bois peints, 36,5 × 61 cm, musée d'art de Toulon.

### Galeries
À partir de 1971 et jusqu’en 1991, Daniel Dezeuze expose à la galerie Yvon Lambert (Paris).
Depuis 1999, il est représenté par la galerie Daniel Templon à Paris et Bruxelles.  

## Expositions personnelles
(Liste non exhaustive.)
- 1997 :
  - Maison populaire, Montreuil
  - Galerie d'art contemporain, Auvers-sur-Oise
  - Vasistas Galerie, Montpellier
- 1998 : Carré d'Art, musée d'art contemporain, Nîmes
- 1999 : Galerie Daniel Templon, Paris
- 2001 : La Chaufferie et musée d'art moderne et contemporain, Strasbourg
- 2002 :
  - Galerie Daniel Templon, Paris
  - Galerie John Dekkers, La Haye (Pays-Bas)
- 2003 :
  - Galerie Fernand Léger (Crédac), Ivry-sur-Seine
  - FRAC Bourgogne, Dijon
  - Espace d'art contemporain du domaine départemental du château d'Ô, Montpellier
- 2005 : Espace d'art contemporain Gustave-Favet, Sérignan
- 2006 : Armes et Scènes de guerre, forteresse de Salses (66), dépôt permanent
- 2007 :
  - Galerie Hambursin-Boisanté, Montpellier
  - Casa de Francia, Mexico (Mexique)
  - Granville Gallery (Normandie)
- 2009 :
  - Œuvres de voyage, Mexico-Toronto 1964/1967, galerie Hambursin-Boisanté, Montpellier
  - Musée Fabre, Montpellier
- 2012 : Maison des arts, Bages (Aude)
- 2013 : Le chant des oiseaux - L'Isba galerie d’art contemporain, Perpignan
- 2017 :
  - Daniel Dezeuze - une rétrospective, musée de Grenoble
  - Quand le carré devient cercle, galerie Daniel Templon, Bruxelles
- 2019 : Sous un certain angle, galerie Daniel Templon, Paris
- 2021 : Écrans/Tableaux : Variations, galerie Daniel Templon, Paris[3]
- 2024 : "Mesoamerica, Cités Perdues et Derniers Refuges", galerie Daniel Templon, Paris[4]

## Livres d'artistes
- René Pons, À Hiroshige (1797-1858), six collages peints de Daniel Dezeuze, éditions de Rivières, janvier 2006, 12 exemplaires signés.
- La Lumière Blanche du Printemps, poème de Daniel Dezeuze, cinq collages peints de l'artiste, éditions de Rivières, avril 2006, 12 exemplaires signés.
- Marelle, poème de Daniel Dezeuze, dessin original sur canson noir de l'artiste, éditions de Rivières, mai 2006, 12 exemplaires signés.
- Bernard Teulon-Nouailles, Du chant de l'yeuse, une double page peinte par Daniel Dezeuze, éditions de Rivières, septembre 2006, 12 exemplaires signés.
- Jardins de contemplation à Kyoto, poème de Daniel Dezeuze, deux collages peints de l'artiste, éditions de Rivières, octobre 2006, 12 exemplaires signés.
- Claude Minière, Tsimtsum, dix-huit collages peints de Daniel Dezeuze, éditions de Rivières, octobre 2006, 12 exemplaires signés.
- Pierre André Benoit, L'espace à l'avant, composition technique mixte de Daniel Dezeuze, éditions de Rivières, janvier 2007, 12 exemplaires signés.
- Pour une Doña avec mandoline, poème de Daniel Dezeuze, trois collages peints de l'artiste, éditions de Rivières, janvier 2007, 12 exemplaires signés.
- René Pons, Paysages inexistants, deux grands dessins à double page sur canson noir de Daniel Dezeuze, éditions de Rivières, août 2007, 15 exemplaires signés.
- Petit livre du grand écart, texte de Daniel Dezeuze, deux grands dessins à double page sur canson noir de l'artiste, éditions de Rivières, janvier 2008, 15 exemplaires signés.
- Dires d'un Bonhomme sur le chemin de l'exil, poèmes de Daniel Dezeuze, un grand dessin à double page sur canson noir de l'artiste, éditions de Rivières, mars 2008, 12 exemplaires signés.
- Francine Marc, La Cabane du Poète - Ermite, un grand dessin à double page sur canson noir de Daniel Dezeuze, éditions de Rivières, juin 2008, 15 exemplaires signés.
- Gaston Puel, Ferraille, un dessin sur canson noir de Daniel Dezeuze, éditions de Rivières, juin 2008, 15 exemplaires signés.
- Claude Minière, Comment se comporte le temps, un grand dessin à double page sur canson noir Daniel Dezeuze, éditions de Rivières, septembre 2008, 15 exemplaires signés.
- René Pons, À Wang Wei, un grand dessin à double page sur canson noir Daniel Dezeuze, éditions de Rivières, septembre 2008, 15 exemplaires signés.
- Francine Marc, J'étais partout, deux grands dessins sur canson noir de Daniel Dezeuze, éditions de Rivières, novembre 2008, 15 exemplaires signés.
- Dictons, texte de Daniel Dezeuze, deux grands dessins à double page sur canson noir de l'artiste, éditions de Rivières, août 2009, 15 exemplaires signés.
- Nous les parfaits, texte de Daniel Dezeuze, un grand dessin à double page sur canson noir de l'artiste, éditions de Rivières, décembre 2009, 18 exemplaires signés.
- Entre le pouce et l'index, texte de Daniel Dezeuze, une grande intervention originale sur la page de faux-titre, éditions de Rivières, octobre 2010, 18 exemplaires signés.
- L'aura du lion, texte de Daniel Dezeuze, trois collages peints par l'artiste, éditions de Rivières, hiver 2011, 18 exemplaires signés.

## Publications
- Numa Hambursin, Guilhem, François et Daniel Dezeuze, Espace Dominique Bagouet (ill. Delphine Sauret), Georges Dezeuze (1905-2004) : Natures mortes (Catalogue d'exposition), Montpellier, éditions Méridianes, juin 2015, 56 p., 22 cm (ISBN 978-2-917452-42-4, BNF 44387250).